# Pavol Hochschorner

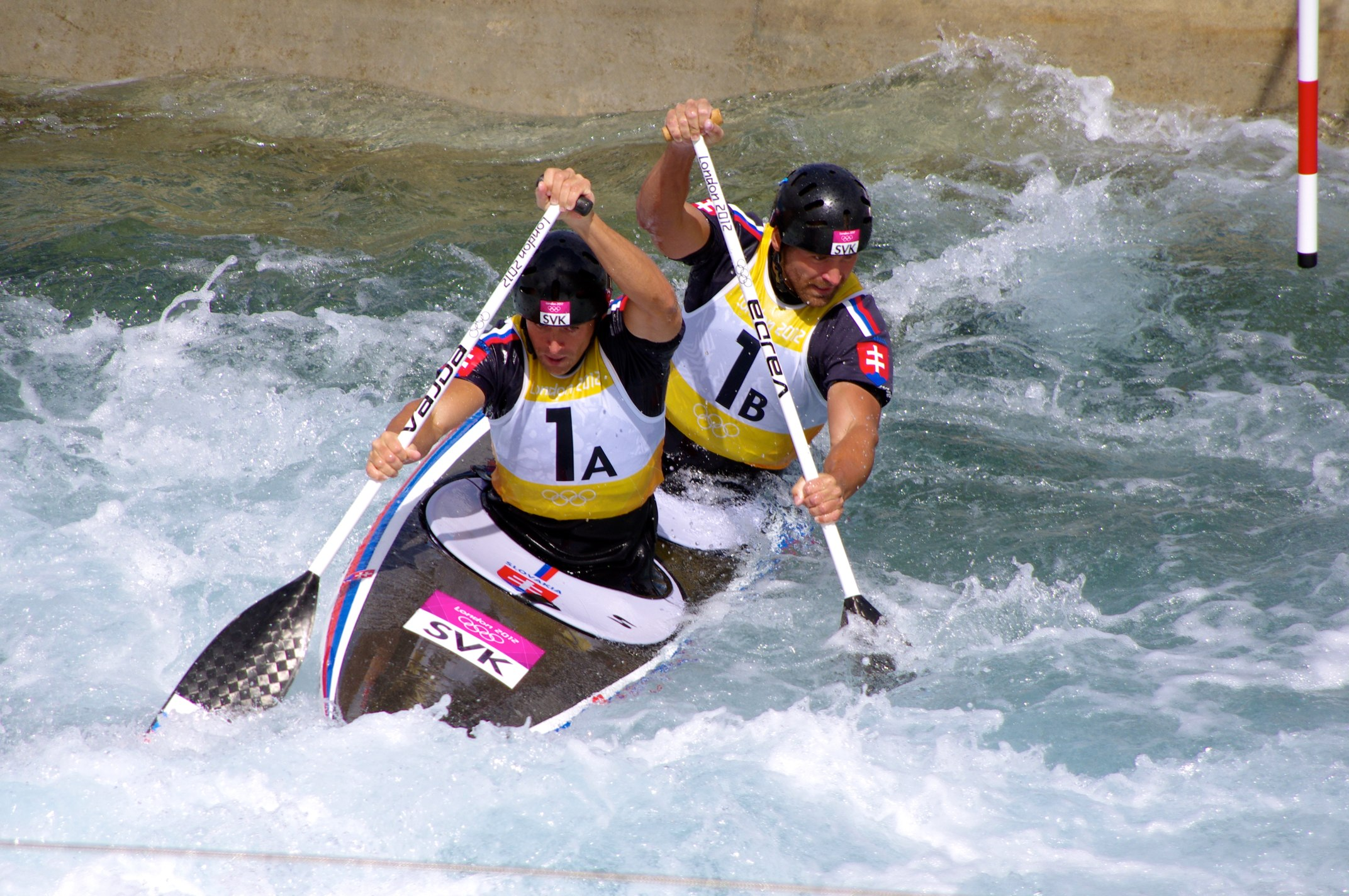
Les frères Hochschorner (Londres 2012).

Pavol Hochschorner, né en 1979 à Bratislava, est un céiste slovaque pratiquant le slalom.

## Biographie
Il pratique le canoë biplace avec son frère jumeau Peter Hochschorner.

## Palmarès
- Jeux olympiques d'été
  -  Médaille d'or aux Jeux olympiques d'été de 2000 à Sydney
  -  Médaille d'or aux Jeux olympiques 2004 à Athènes
  -  Médaille d'or aux Jeux olympiques 2008 à Pékin en canoë biplace.
  -  Médaille de bronze aux Jeux olympiques 2012 à Londres en canoë biplace.

- Championnats du monde de slalom
  -  Médaille d'or en C2 aux Championnats du monde de slalom (canoë-kayak) 2002  à Bourg-Saint-Maurice
  -  Médaille de bronze en C2 aux Championnats du monde de slalom (canoë-kayak) 2003  à Augsbourg
  -  Médaille de bronze en C2 aux Championnats du monde de slalom (canoë-kayak) 2006 à Prague
  -  Médaille de bronze en relais 3 × C2 aux Championnats du monde de slalom (canoë-kayak) 2006 à Prague
  -  Médaille d'or en C2 aux Championnats du monde de slalom (canoë-kayak) 2007 à Foz do Iguaçu
  -  Médaille d'or en C2 aux Championnats du monde de slalom (canoë-kayak) 2009 à La Seu d'Urgell
  -  Médaille d'or en C2 aux Championnats du monde de slalom (canoë-kayak) 2010 à Tacen
  -  Médaille d'argent en relais 3 × C2 aux Championnats du monde de slalom (canoë-kayak) 2013 à Prague

- Championnats d'Europe de slalom
  -  Médaille d'or en C2 aux Championnats d'Europe de slalom (canoë-kayak) 1998 à Roudnice nad Labem
  -  Médaille d'or en C2 aux Championnats d'Europe de slalom (canoë-kayak) 2000 à Mezzana
  -  Médaille d'argent en C2 aux Championnats d'Europe de slalom (canoë-kayak) 2006 à L'Argentière-la-Bessée
  -  Médaille d'or en C2 aux Championnats d'Europe de slalom (canoë-kayak) 2008 à Tacen